# Tinantia caribaea
Tinantia caribaea là một loài thực vật có hoa trong họ Commelinaceae. Loài này được Urb. miêu tả khoa học đầu tiên năm 1902.